# Дворец Монбижу

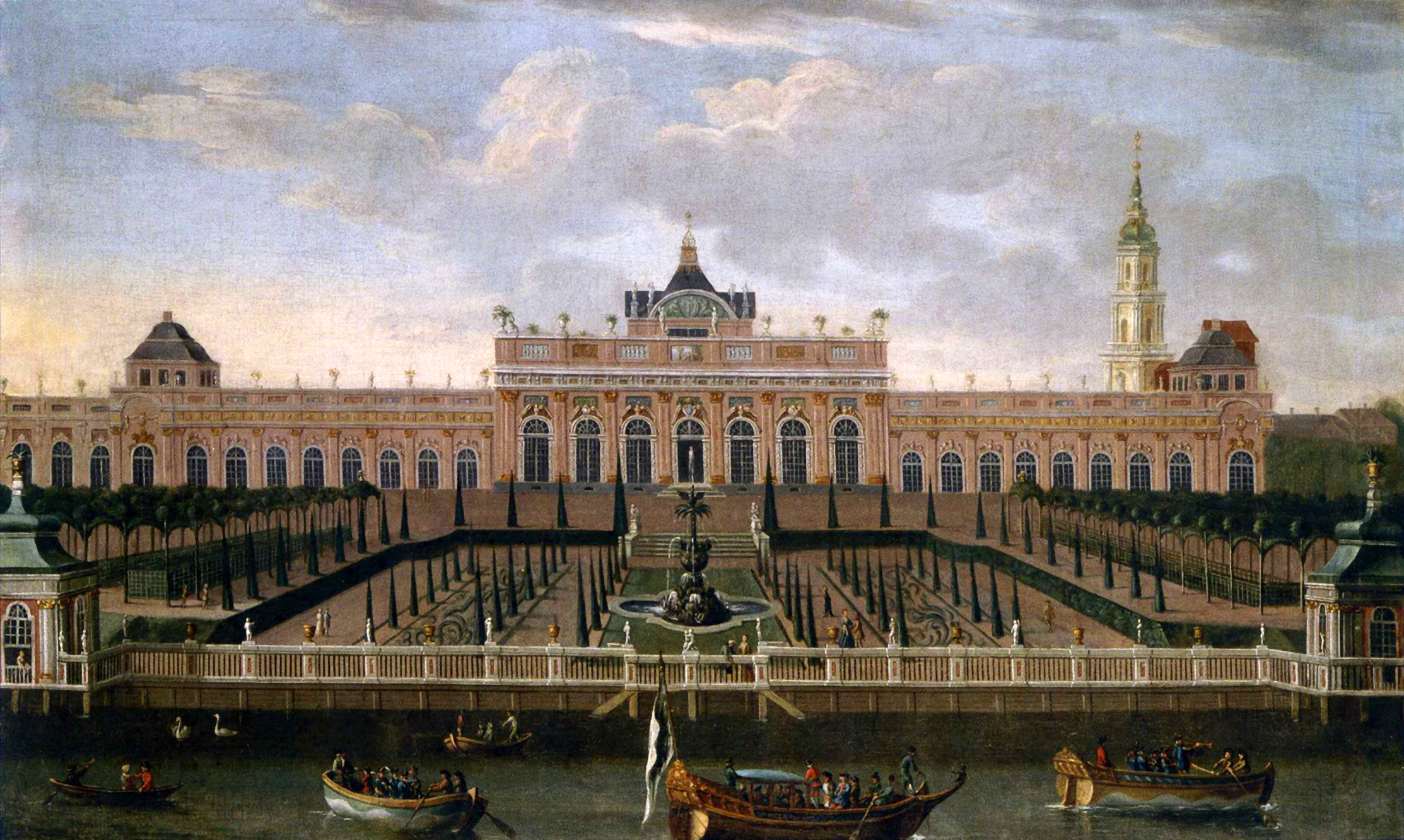
Дворец Монбижу, со стороны реки, около 1739

Дворец Монбижу (нем. Schloss Monbijou) — ныне не существующий дворец Гогенцоллернов в стиле позднего барокко. Располагался напротив современного Музея Боде между Шпрее и Ораниенбургер-штрассе в берлинском районе Митте. Строился в 1649—1706 годах. 
Дворец был разрушен во время Второй мировой войны. Руины дворца были окончательно разобраны в 1960 году. Как и многое из наследия Гогенцоллернов, восстановлен не был.
По воспоминаниям Вильгельмины Прусской, в 1719 году во дворце Монбижу останавливался во время своего пребывания в Берлине царь Пётр I, возвращавшийся из Голландии в сопровождении супруги и герцогов Мекленбургских со свитой царицы в 400 дам. Пётр, не любивший торжественных приёмов, без обиняков попросил короля Пруссии Фридриха Вильгельма I отвести ему помещение в увеселительном замке королевы. Королева София Доротея не слишком обрадовалась такому повороту: она приложила немало усилий и средств для обустройства своего нового замка, а за русскими гостями водился грех порчи имущества. Из дворца заблаговременно была вывезена дорогая мебель и хрупкие предметы убранства. Согласно воспоминаниям Вильгельмины Прусской, Пётр заставил свою жену поцеловать одну из эротических статуй дворца, пригрозив в случае неповиновения обезглавить супругу. Впоследствии он вывез эту статую из дворца, равно как и другие статуи, а также приобретенный еще Фридрихом I разукрашенный янтарем драгоценный шкаф. Когда гости уехали через два дня, королева София Доротея поспешила в Монбижу, где всё выглядело как после разрушения Иерусалима.